# Bootloader
Ein Bootloader (englische Aussprache [ˈbuːtˌloʊdɚ], von der verkürzten Form des ursprünglichen Wortes bootstrap loader), auch Startprogramm genannt, ist eine spezielle Software, die gewöhnlich durch die System-Firmware (z. B. das BIOS, Open Firmware oder UEFI) eines Rechners von einem startfähigen Medium geladen und anschließend ausgeführt wird. Der Bootloader lädt dann weitere Teile des Betriebssystems, gewöhnlich einen Kernel. Daher ist auch oft vom Bootcode die Rede, dem ersten Programm (Maschinencode), das nach der unveränderlichen Firmware von einem wechselbaren veränderlichen Datenspeicher geladen wird. Der Vorgang selbst heißt Booten (auf Deutsch auch Starten) eines Rechners.

## Grundlagen
Der englische Begriff „bootstrap“ bezieht sich ursprünglich auf die Schlaufe, die sich an der Hinterseite eines Stiefels befindet, um das Anziehen des Stiefels zu erleichtern. Der Prozess des Bootens (ein Programm auf einem Rechner laufen zu lassen, auf dem noch kein Betriebssystem läuft) erinnert teilweise an das Bemühen, sich an der eigenen Stiefelschlaufe aus dem Morast zu ziehen.
Ein erster „bootstrap loader“ befindet sich in der Hardware selbst. Meist handelt es sich um einen Boot-ROM, der die für das Starten grundlegende Hardwarekomponenten initialisiert, ein Startprogramm sucht und, wenn eines gefunden wird, ausführt. Wo sich der Bootloader auf dem veränderlichen Datenspeicher zu befinden hat und wie er geladen wird, ist je nach Rechnerarchitektur und Plattform unterschiedlich. Auf moderneren Architekturen liegt er meist als Datei auf einem von der Firmware unterstützten Dateisystem auf einem unterstützten bootfähigen Medium, etwa einer bestimmten Partition auf der Festplatte, und wird davon direkt geladen und ausgeführt. Das ist beispielsweise bei Open Firmware und bei UEFI der Fall, wobei die verwendeten Partitionstabellen und Dateisysteme unterschiedlich sein können. Auch der Bootloader selbst muss in einem bestimmten ausführbaren Dateiformat vorliegen. Das kann einerseits der Prozessorarchitektur und im Besonderen deren Befehlssatz geschuldet sein, wie z. B. PE/COFF bei UEFI, oder die Firmware implementiert ein architekturübergreifendes Zwischencode-Format wie z. B. Open Firmware mit Forth FCODE. Einige ältere Architekturen laden den Bootloader aus einem vordefinierten Block des startfähigen Mediums, der daher auch als Bootblock oder, gängiger, Bootsektor bezeichnet wird. Bei IBM-PC-kompatiblen Computern mit BIOS befindet sich dieser immer im ersten Block, Block 0, der auf partitionierten Datenträgern wie Festplatten gängigerweise einen Master Boot Record (MBR) sowohl als Startprogramm als auch als Partitionstabelle enthält. Auf Disketten wird in gleicher Weise Block 0 geladen und ausgeführt, allerdings findet sich dort im Normalfall keine Partitionstabelle, sondern ein Volume Boot Record (VBR).
Auch im Bereich der eingebetteten Systeme spricht man von Bootloadern. Dort kann der Bootloader oft nicht nachgeladen werden, sondern befindet sich im nichtflüchtigen Speicher des Steuergeräts. Er beinhaltet Grundroutinen der Initialisierung und oft Kommunikationsprotokolle, um den Austausch der Anwendungsprogramme zu ermöglichen.
Beim Raspberry Pi ist aus Kostengründen nur ein minimales Boot-ROM direkt im SoC untergebracht. Diese erste Firmware-Stufe kann nichts anderes als auf die SD-Karte zuzugreifen und dort von einer FAT-Partition die Datei bootcode.bin zu laden und auszuführen. Im Fall eines Linux-Systems initialisiert diese zweite Firmware-Stufe die restliche Hardware und führt im Anschluss eine dritte Stufe aus der Datei loader.bin aus. Dieser bootstrap loader wiederum lädt nun die Firmware für CPU und GPU in den RAM. Erst danach ist der Einplatinencomputer bereit, den Linux-Kernel zu laden, wobei die Firmware-Konfiguration aus Datei config.txt und die Kernel-Parameter aus Datei cmdline.txt angewendet werden.
Als Bootmanager wird ein auf einem Betriebssystem installierbares Dienstprogramm bezeichnet, das einen eigenen Bootloader enthält und erweiterte Konfigurationsmöglichkeiten bietet.

## Mehrstufige Bootloader
Ist ein Bootloader in mehrere auf einander aufbauende Stufen unterteilt, so wird er als mehrstufiger Bootloader (englisch Multistage Bootloader) bezeichnet. Diese Unterteilung in Stufen wird z. B. dann gemacht, wenn der Programmcode des Bootloaders nicht im Bootsektor Platz findet; an dieser Stelle wird daher nur die erste Stufe geladen und ausgeführt, die dann die zweite Stufe, von der die erste Stufe nur die Länge, die Block-Nummer und die Nummer des Mediums kennt, geladen und ausgeführt wird. Die zweite Stufe kann nun mit dem konkreten Dateisystem des Mediums umgehen und lädt anhand eines Dateinamens die dritte Stufe. Die dritte Stufe ist nun der eigentliche Bootloader und lädt eine Konfigurationsdatei, die z. B. ein Auswahlmenü enthält. Ein Menüpunkt könnte die Anweisung beinhalten, einen Bootloader einer anderen Partition zu laden.
Dieser mehrstufige Aufbau hat mehrere Vorteile: So kann im oben beschriebenen Fall die Datei des eigentlichen Bootloaders (Stufe 3) beliebig verändert oder auch physisch verschoben werden, da die zweite Stufe mit dem Dateisystem umgehen kann und die dritte Stufe anhand des Dateinamens finden kann. Außerdem unterliegt ein solcher Bootloader nicht den Beschränkungen der Länge eines Bootblocks.

## Chain-Loader
Es ist auch möglich, dass mehrere Bootloader sich – wie in einer [Befehls-]Kette (englisch chain [of command]) – nacheinander aufrufen. Solche Aufrufe – meist über mehrere Partitionen hinweg – wird auch Chain-Loading oder Chainloading (englisch chain loading) genannt. Hierbei kann zuerst ein Bootloader geladen werden, der z. B. ein Bootmenü zur Betriebssystem-Auswahl darstellt, und anschließend je nach Auswahl in diesem Menü der entsprechende (betriebssystemspezifische) Bootloader. So lassen sich auch mehrere, unterschiedliche Betriebssysteme in einem sogenannten Multi-Boot-System auf einem Rechner nebeneinander betreiben.

## Bootloader mit Zusatzfunktion
Manche Bootloader sind gar keine Bootloader mit dem alleinigen Zweck, ein Betriebssystem zu starten. Beispiele:
- Bootloader, die lediglich anzeigen sollen, dass ein eingelegtes Medium nicht startfähig ist, z. B. bei Disketten die Textausgabe „Non-System disk or disk error. Replace and press any key when ready...“ (MS-DOS 5.0, FAT12/16)[5]
- Bootloader, die auf erkannten Datenspeichern weitere Bootloader erkennen und diese starten. Zu Zeiten von MS-DOS waren einige Formatierungsprogramme für Disketten verbreitet, die eine Auswahl eines zu startenden anderen per BIOS ansprechbaren Geräts erlauben. So kann man z. B. mit FDFORMAT oder VGA-COPY/386 einen Bootsektor auf Disketten schreiben, der wahlweise oder automatisch von der Festplatte starten konnte. Auch ist dies z. B. bei Windows-Installations-CDs der Fall: Wenn auf einer erkannten Festplatte (oder SSD) ein bereits installiertes Betriebssystem erkannt wird, booten diese nur dann von CD, wenn eine beliebige Taste gedrückt wird, ansonsten wird von der lokalen Festplatte gebootet. So kann das Installationsprogramm nach erfolgreicher Installation den Rechner sofort neustarten. Das Booten erfolgt zwar wieder von CD, aber nachdem nun keine Taste gedrückt wird, ruft sich das Installationsprogramm nicht erneut selbst auf, sondern übergibt die Kontrolle an die neue Installation.
- Bootloader, die gleich ein Anwendungsprogramm starten. Einige Programme, beispielsweise Memtest86, können direkt und ohne Dateisystem von einer Diskette gestartet werden. In den 1980er Jahren gab es bei IBM-kompatiblen PCs sogenannte PC Booter, meist Computerspiele, die direkt und ohne Betriebssystem von der Diskette starteten.
- Bootloader, die fehlende oder falsche Funktionen des BIOS bei PC-kompatiblen Rechnern in Software (statt in Firmware) abändern. Das wurde beispielsweise genutzt, um BIOS-Funktionen zu erweitern, damit der Speicher von Festplatten mit mehr als 512 MiB, 8 GiB, 32 GiB oder 128 GiB vollständig erreichbar ist, wie z. B. EZ-Drive oder der OnTrack Disk Manager.
- Auch Bootviren sind Bootloader, und in dieser speziellen Form Computerviren, die schon beim Rechner-Start aktiviert werden.
- Bootmanager sind Bootloader, die z. B. auf einem bestimmten Betriebssystem als Dienstprogramm installiert werden können. Sie bieten meist gegenüber dem vom Betriebssystem bereitgestellten Bootloader erweiterte Konfigurationsmöglichkeiten, etwa ein Bootmenü für Multi-Boot-Konfigurationen. Beispiele: GRUB auf IBM-kompatiblen PCs mit BIOS oder UEFI (GRUB2 auch auf weiteren Architekturen und Plattformen, etwa Open Firmware auf PowerPC), rEFIt und rEFInd auf x86-UEFI-PCs.
- Bootloader, die eine andere Firmware laden. So kann beispielsweise Tianocore EDK2 (UEFI) von einem, auch wechselbaren, Datenspeicher auf einem PC mit BIOS gestartet werden, welches anschließend ein modernes Betriebssystem, das UEFI voraussetzt, starten kann. Ebenso kann z. B. Open Firmware oder Coreboot per Bootloader gestartet werden.

## Liste von Bootloadern
| Bootloader                                   | Beschreibung |
| -------------------------------------------- | --- |
| ADAM2                                        | Bootloader von Texas Instruments AR7 |
| AiRBoot                                      | benötigt keine primäre Partition, kann von verschiedenen Betriebssystemen aus installiert werden |
| Arcboot                                      | Advanced Risc Console (Bootloader früherer DEC-Alpha-Systeme) |
| Akernelloader                                | x86 bootloader |
| Amiboot                                      | Von AmigaOS aus ausführbarer Linux-Loader auf Amiga-Computern; wird von AmigaOS aus konfiguriert |
| barebox                                      | Modularer, universeller Bootloader für Eingebettete Systeme (ehemals u-boot-v2) |
| BootEasy                                     | FreeBSD-Bootmanager |
| bootman                                      | Bootloader, verwendet unter BeOS, ZETA und Haiku |
| Bootmgr                                      | Bootloader aller Windows-Systeme ab Windows Vista |
| BootStar                                     | Universeller Bootmanager |
| Boot-US                                      | Universeller Bootmanager |
| BootX                                        | Bootloader für Mac OS X auf der PowerPC-Plattform mit Open Firmware; /System/Library/CoreServices/BootX Nach dem Schwenk von PowerPC zu IA-32 (32-Bit-x86) und x64 (64-Bit-x86) 2006 wurde auf sog. „Intel-Macs“ ein Apple-spezifisches EFI verwendet und BootX wurde durch einen EFI-Bootloader (/System/Library/CoreServices/boot.efi) ersetzt. |
| BootX                                        | Von klassischem Mac OS ab Mac OS 8 aus fungierender Linux-Bootloader auf Macintosh-Computern mit „Old World“-PowerPC-Architektur, der eine Startauswahl zwischen Mac OS und Linux bietet. Im technischen Sinn nur für Linux ein Bootloader, da BootX auf Mac OS als Programm läuft – vergleichbar mit Loadlin unter PC-kompatiblem DOS und Windows 9x. |
| burg                                         | Basiert auf Grub. (vergleichbar mit grub24dos) |
| Clover                                       | Der „Clover EFI bootloader“, manchmal auch CloverEFI, ist ein Bootloader mit Fokus auf Multi-Boot-Systeme und macOS mit zahlreichen Möglichkeiten zur Konfiguration. Auf BIOS-Systemen kann Clover ein auf TianoCore basiertes UEFI laden, damit Betriebssysteme, die ein EFI voraussetzen, gestartet werden können. Auf (U)EFI-Systemen nutzt Clover das native EFI und kann per CSM, wenn vorhanden, auch BIOS-basierte Betriebssysteme starten. Der Bootloader unterstützt die Betriebssysteme Linux, macOS (ursprünglich Mac OS X) und Windows NT direkt, kann aber grundsätzlich jedes PC-Betriebssystem starten (z. B. PC-BSD-Unix). |
| Colilo                                       | Ein LILO-Derivat für die Coldfire-Prozessorfamilie von Motorola |
| EasyBCD                                      | Wird zum Konfigurieren und Anpassen des von Microsoft entwickelten Bootloaders Bootmgr verwendet. |
| elilo                                        | Bootloader für Linux auf der Itanium-Architektur (IA-64), EFI-basiert. |
| EMILE (Early Macintosh Image LoadEr)         | Bootloader für Linux auf einem m68k-Macintosh |
| eXtended FDisk                               | DOS-Dienstprogramm zur Bootmanager-Einrichtung und Festplatten-Partitionierung, als Ersatz für fdisk entwickelt, belegt selbst keine Partition und unterstützt versteckte Partitionen, GPL |
| EXTlinux                                     | Im Softwarepaket von SYSLINUX mit enthalten |
| FILO                                         | |
| GAG (Gestor de Arranque Grafico)             | Dateisystem-agnostischer Bootloader. Freie Software (GPL), mehrsprachig (unter anderem deutsch) |
| GRUB (Grand Unified Bootloader)              | Freie Software (GPL), der Bootloader des GNU Projekts (englisch) – offizielle Entwickler-Webseite |
| Grand Unified Bootloader for DOS (GRUB4DOS)  | Freie Software (GPL), basiert auf Grub. |
| Grub24Dos                                    | Grub2-Derivat vergleichbar mit burg |
| Gummiboot                                    | Linux-Bootloader für UEFI-basierte Hardware, der von den Red-Hat-Entwicklern Kay Sievers und Harald Hoyer als Alternative zu GRUB geschaffen wurde. (Gummiboot benötigt mindestens Linux-Kernel 3.3.0 und läuft nicht auf IBM-PC-kompatiblen Systemen mit „Legacy-BIOS“.) 2015 wurde Gummiboot in systemd integriert. |
| iBoot                                        | Bootloader der iOS-basierten iDevices von Apple (z. B. iPad, iPhone, iPod) |
| ISOlinux                                     | Im Softwarepaket von SYSLINUX mit enthalten |
| Linux Loader (LILO)                          | Dateisystem-agnostischer Bootloader für Linux und andere Systeme, benötigt Initialisierungsaufruf nach Kerneländerung, BSD-Lizenz |
| Loadlin                                      | Von Windows 3.x/9x oder PC-kompatiblem DOS aus ausführbarer Bootloader für Linux, der auch von Windows aus konfiguriert werden kann. |
| NeoGRUB                                      | Eingebunden in die Bootwerkzeug-Software EasyBCD |
| NT-Loader (NTLDR)                            | Bootloader aller Windows-NT-Systeme von NT 3.1 bis XP/2003 |
| OpenBIOS                                     | freie Implementierung des Open-Firmware-Standards |
| PALO                                         | Bootloader für die PA-RISC-Architektur-Prozessorhardware von Hewlett Packard |
| Penguin                                      | Von System 6, System 7 und Mac OS 8 aus ausführbarer Linux-Loader auf m68k-Macintoshs (klassisches Mac OS, Versionen 6.0–8.1); wird von Mac OS aus konfiguriert |
| PLoP                                         | Ein Bootloader, der auch mit älteren PCs ohne BIOS-Unterstützung von CDROM bzw. USB booten kann. Download und Dokumentation: deutsch und englisch. |
| PXElinux                                     | Im Softwarepaket von SYSLINUX mit enthalten |
| Redboot                                      | Bootloader für Embedded Systeme wie auf Atheros basierende WLAN-Router |
| Quik                                         | Bootloader für Linux auf einem Old-World-PowerPC-Macintosh mit Open Firmware |
| rEFInd                                       | Erbe von rEFIt. Ursprünglich für Macs mit EFI im Fokus funktioniert rEFInd auch auf anderen UEFI-Systemen. |
| rEFIt                                        | Inoffizieller Bootloader für Macs, der ein Auswahlmenü für die einfachere Multi-Boot-Konfiguration für Windows, welches einen Hybrid-MBR nutzt, erleichtert. Funktioniert auch mit anderen Betriebssystem wie u. a. Linux, BSD, Solaris. Entwicklung eingestellt. |
| ROM-Monitor                                  | Die Firmware für Ciscos Netzwerkgeräte |
| Sparc Improved Loader (SILO)                 | |
| Smart BootManager                            | Bootloader von SPBLinux |
| SmartFirmware                                | Bootloader des Pegasos |
| SyMon Bootmanager                            | Universeller Bootmanager |
| SYSLINUX                                     | Ein Paket mit einem ganzen Bündel von Bootloadern: EXTlinux für das Booten vom ext2-, vom ext3-, vom ext4- sowie vom btrfs-Dateisystem aus, etwa auf Linux, des Weiteren ISOlinux für das Booten vom iso-Dateisystem aus, meist residierend auf optischen Disks wie CDs bzw. DVDs, sowie PXElinux für nahezu netzwerksynchronisiertes Booten in Netzwerken, die aus mehreren Rechnern bestehen. Des Weiteren gestattet SYSlinux das Booten von fat- bzw. vfat-Dateisystemen aus, wodurch dieser Bootloader ungefähr ab der Version 6 auch auf UEFI-Rechnern eingesetzt werden kann.                                                        |
| systemd-boot (auch: sd-boot)                 | In systemd integrierter einfacher UEFI-Bootmanager und Weiterentwicklung von Gummiboot. |
| Das U-Boot (ehemals PPCBoot, ehemals 8xxROM) | Universeller Bootloader, vor allem für Eingebettete Systeme |
| VAMOS                                        | Kommerzieller Bootloader, läuft auf MS-DOS-Systemen, Entwicklung eingestellt. |
| Yaboot                                       | Bootloader für Linux auf einem New-World-PowerPC-Macintosh und anderen PowerPC-Systemen |
| XOSL                                         | Universalbootloader mit grafischer Oberfläche, GPL |
| ZBOOT                                        | |